# Chylismiella
Chylismiella je monotipski biljni rod iz porodice vrbolikovke čija je jedina vrsta Chylismiella pterosperma. Raste po pustinjskim predjelima američkih saveznih država Arizona, Kalifornija, Idaho, Nevada, Oregon i Utah.

## Sinonimi
- Camissonia pterosperma (S. Wats.) Raven
- Chylismia pterosperma (S. Wats.) Small
- Kneiffia chrysantha Spach
- Oenothera pterosperma S.Watson
- Sphaerostigma pterospermum (S. Wats.) A. Nelson